# 司馬画塾
司馬画塾(しばがじゅく)とは、京都出身の日本画家、久保田米僊が東京市において開設した画塾である。

## 概要
京都に生まれた久保田米僊は1890年、徳富蘇峰に誘われ東京へ上京し、国民新聞社に入社して挿絵画家として活躍する傍ら、芝桜田町に「司馬画塾」を開設、多くの後進を育てている。まず、1892年に公文菊仙が入門、1894年に米僊の描く日清戦争の戦争画を見て福田眉仙が入門、当初は麦僊または麦仙と号していた。続いて1896年に飛田周山が入門、翌1897年、米僊は金沢へ赴任した。1900年に名取春仙が入門するが、同年、米僊は失明しており、これ以降は久保田金僊が弟子の指導にあたっている。ほかに、小林楳仙、矢沢弦月、渡辺秋渓、丸山古香、田中一華、一見連城、源仙涯、松村松仙、永井鳳仙、藤島華僊、田南岳璋、仁林聾仙らを輩出している。